# Дуб черешчатий (Полтава, Алмазна)
Дуб черешчатий — ботанічна пам'ятка природи місцевого значення в Україні. Розташована в Полтаві за адресою вулиця Алмазна 16.
Площа — 0,02 га. Статус надано згідно з рішенням Полтавського облвиконкому № 437 від 16.11.1979 для збереження меморіального одинокого дерева дуба звичайного (Quercus robur) віком біля 80 років, пересадженого громадськістю ЖЕК № 2 під керівництвом двірника Г. Є. Кобишана на честь 100-річчя з дня народження В. І. Леніна. Обхват дерева на висоті 1,3 м. у 2021 році становив 161 см. 

## Галерея

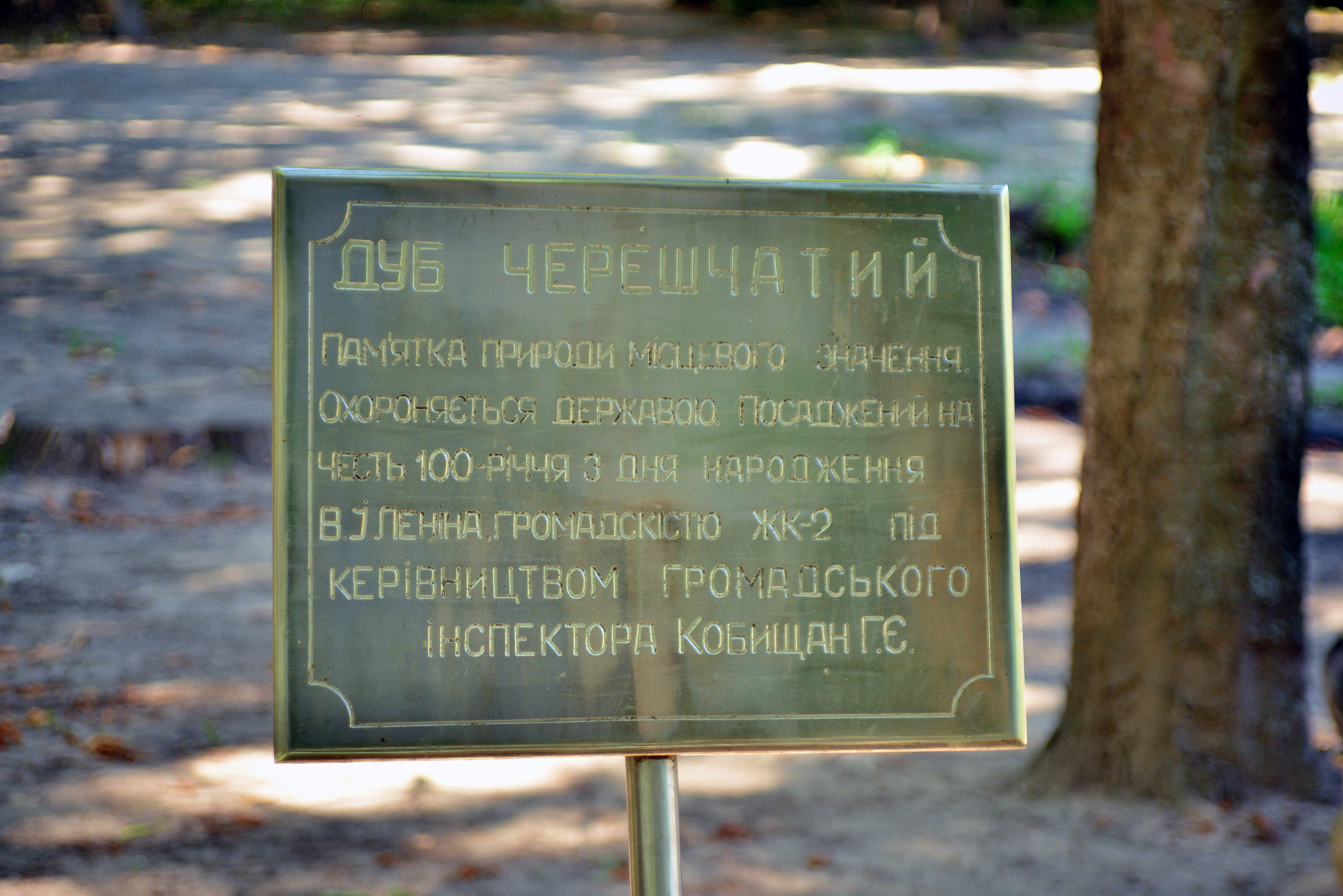
Інформаційна табличка (серпень 2015)
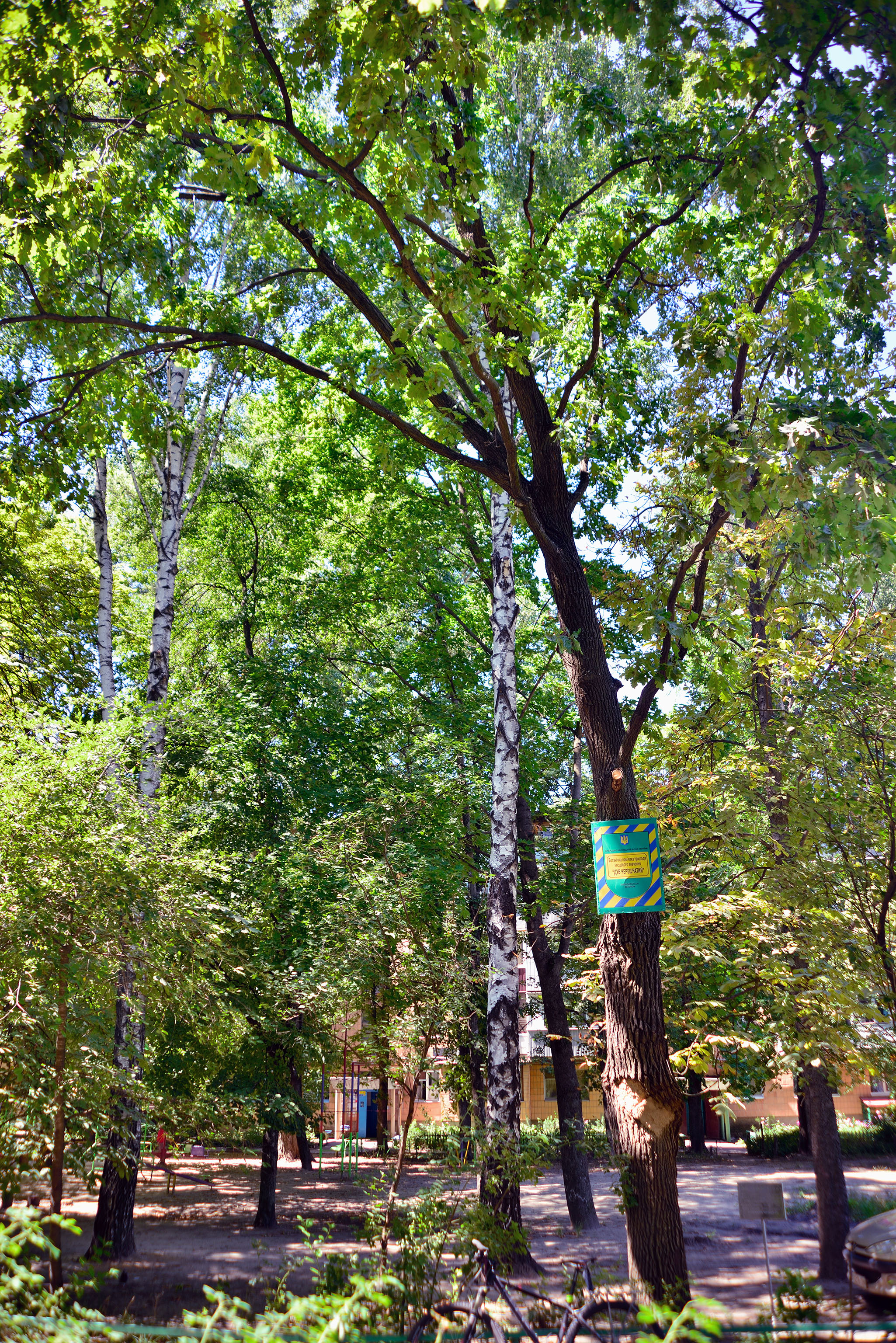
Загальний вигляд (серпень 2015)
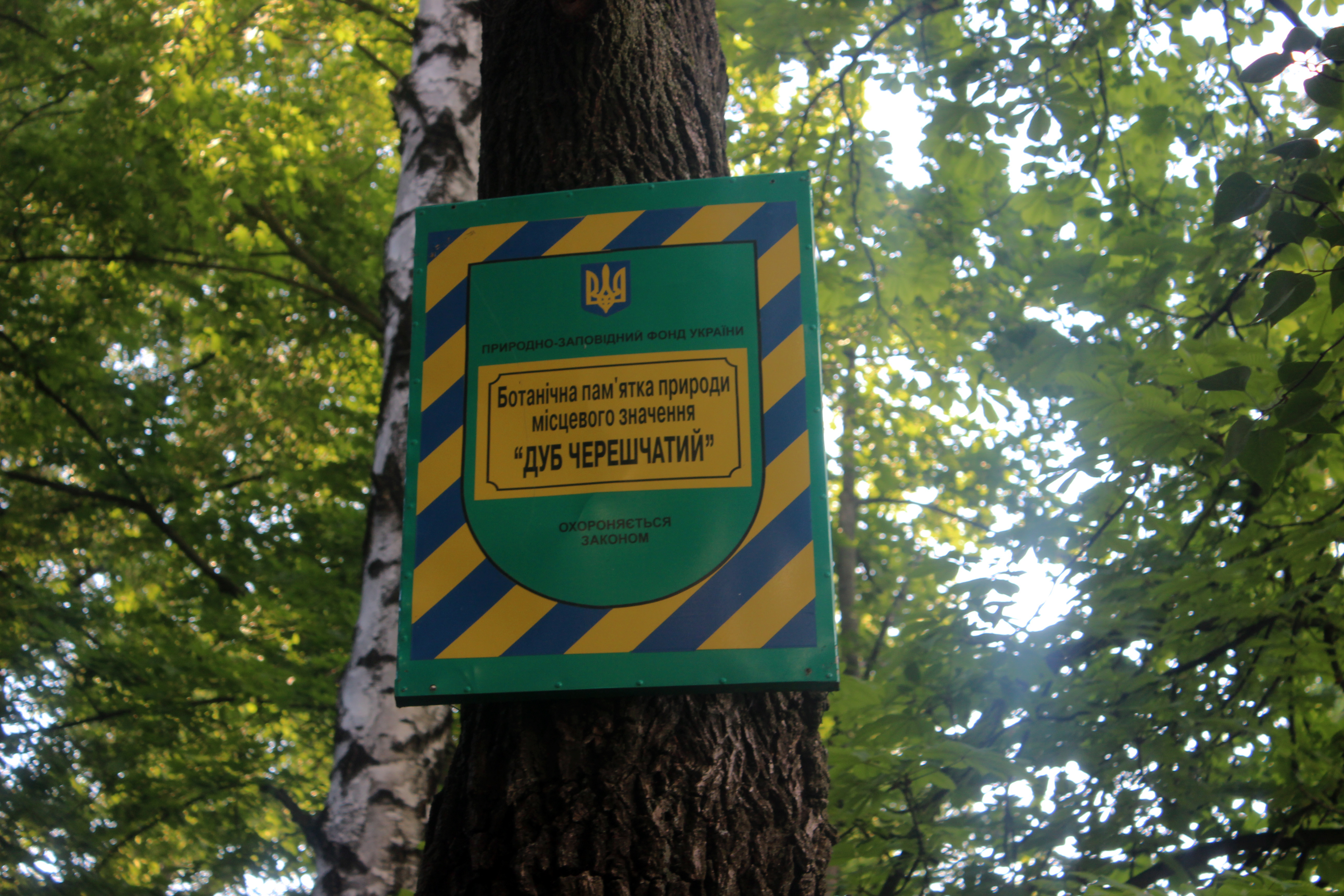
Охоронна табличка (травень 2016)